# Birresborn
Birresborn ist eine Ortsgemeinde im Landkreis Vulkaneifel in Rheinland-Pfalz. Sie gehört der Verbandsgemeinde Gerolstein an. Birresborn ist ein staatlich anerkannter Erholungsort.

## Geographie

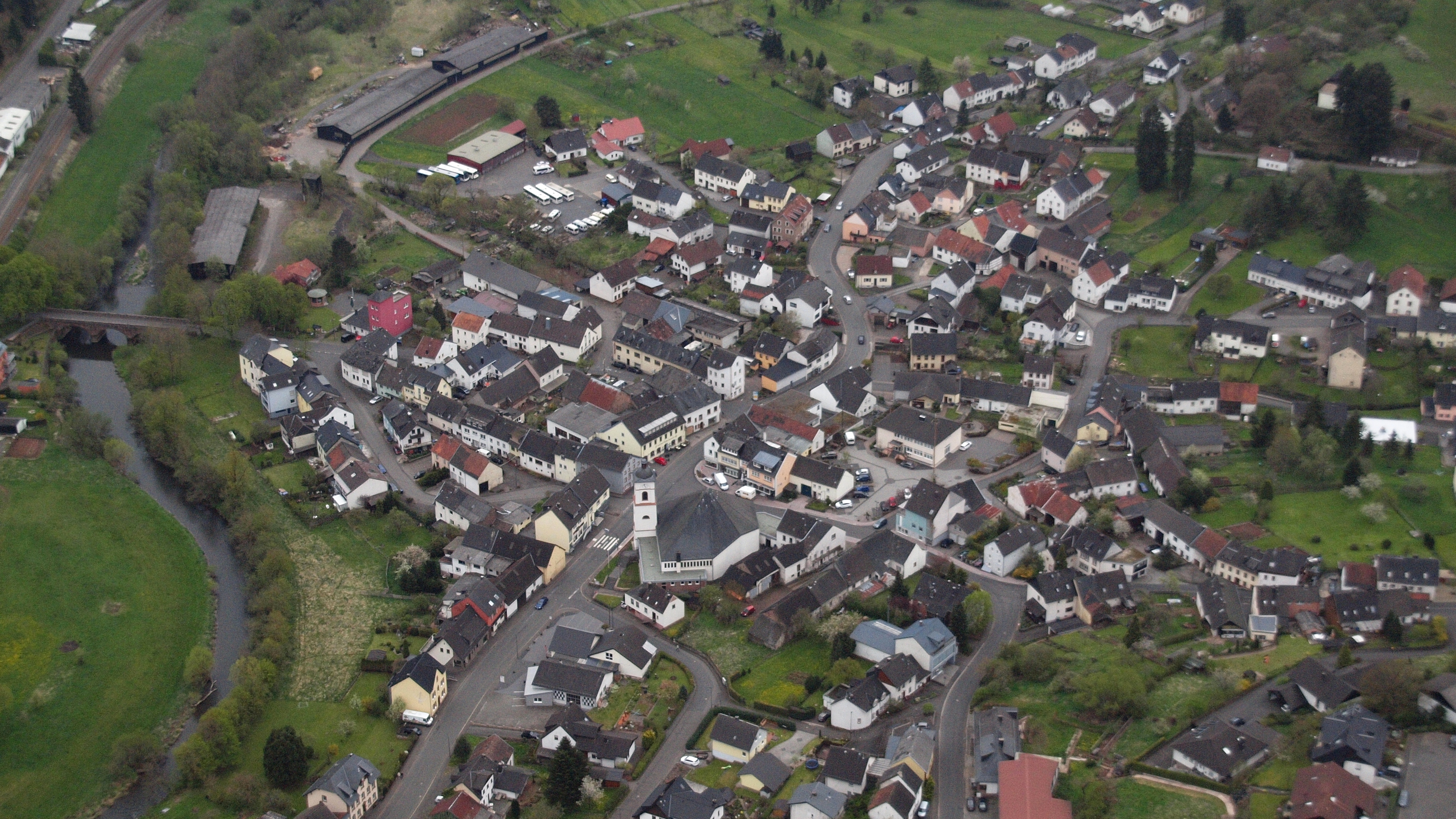
Birresborn, Luftaufnahme (2015)

Birresborn liegt etwa sechs Kilometer südlich von Gerolstein auf 350 m ü. NHN im Kylltal.
Zu Birresborn gehören auch die Wohnplätze Jagdhaus Waldfried, Mineralbrunnen und Vulkanhof, sowie der Ortsteil Rom.
Nachbargemeinden sind (von Norden im Uhrzeigersinn): Gerolstein sieben Kilometer, Michelbach (Ortsteil von Gerolstein) vier Kilometer, Salm acht Kilometer, Mürlenbach vier Kilometer, Kopp vier Kilometer und Büdesheim neun Kilometer.

### Berge
- Rödelkaul (592,3 m ü. NHN)[4]
- Daxberg (548,5 m ü. NHN)[4]
- Goldberg (528,9 m ü. NHN)[5]
- Vulkan Kalem (512,8 m ü. NHN)[5]

### Gewässer
- Kyll
- Fischbach
- Schlemmbach

### Mineralquellen

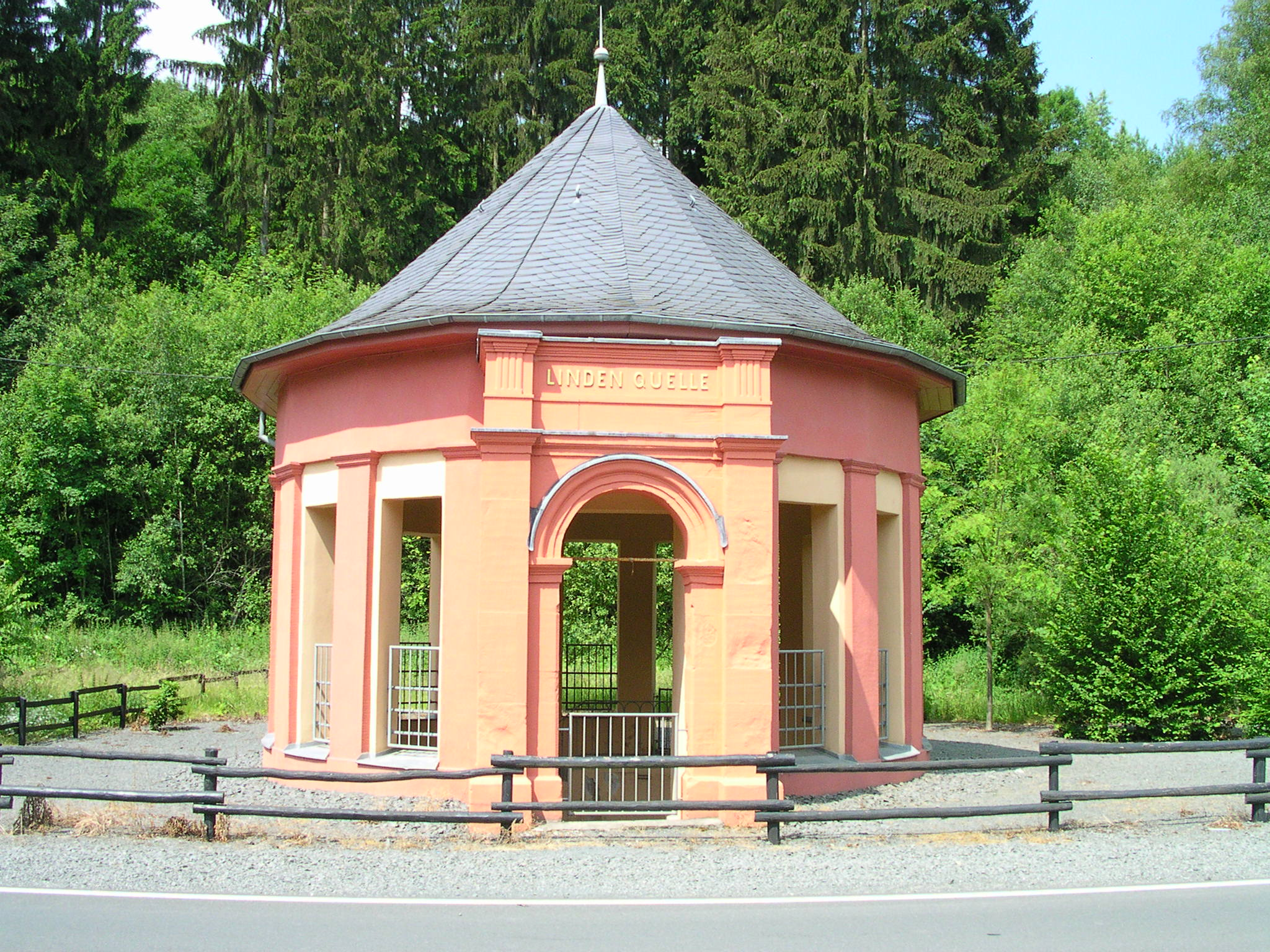
Lindenquelle

#### Adonis Quelle
Die Adonis Quelle liegt inmitten des Orts und ist seit November 2003 wegen Verunreinigung geschlossen. Der ebenfalls vorhandene Quelltempel in der Nähe der Kyllbrücke, in dem bis zuletzt kostenlos das Mineralwasser der Adonis Quelle getrunken und auch abgefüllt werden konnte, ist seither geschlossen.

#### Lindenquelle
Die Lindenquelle liegt rund vier Kilometer nördlich von Birresborn auf dem Weg nach Gerolstein. Der hier noch verbliebene Quellpavillon steht unter Denkmalschutz und ist seit dem 3. Juli 2009 restauriert und auch das Mineralwasser sprudelt wieder. Von den Verunreinigungen der Adonisquelle ist die Lindenquelle nicht betroffen. Hier kann nun ganzjährig kostenlos Wasser getrunken werden.

### Naturschutzgebiete
- Vulkan Kalem
- Eishöhlen und Fischbachtal
- Im Felst
- Hundsbachtal

## Geschichte

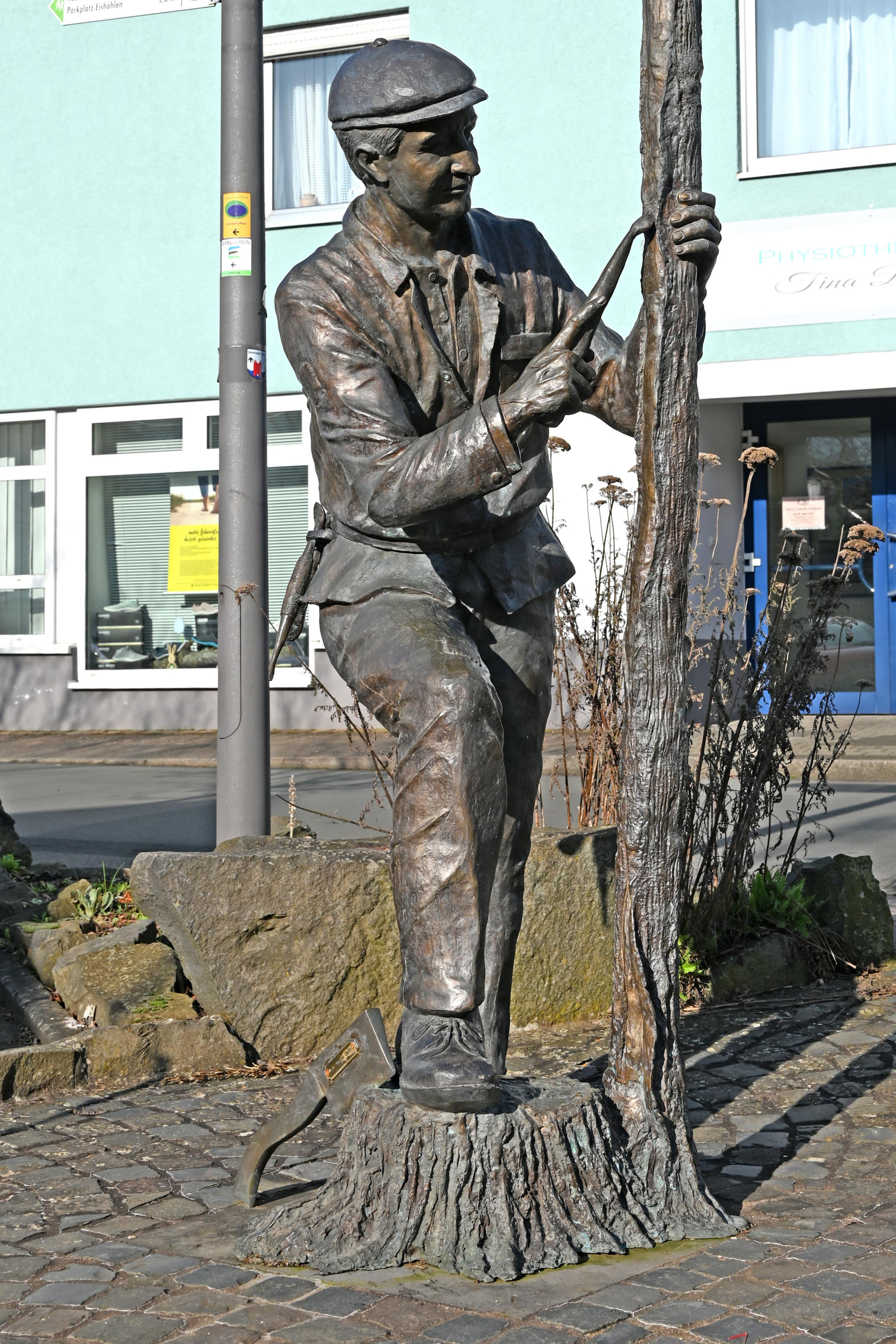
„Birresboa Luhkleppel“ (Birresborner Lohknüppel), Bronzestatue vor dem Rathaus

Der Ortsname lässt sich frühestens bis ins 8. Jahrhundert zurückdatieren und geht wahrscheinlich auf das althochdeutsche bür=Wohnung, Haus zurück. Er taucht gesichert zum ersten Mal am 13. August 762 als Birgisburias in Carasco in einer Schenkungsurkunde König Pippins des Jüngeren für das Kloster Prüm auf.
Der Birresborner Bereich des Kylltales war während der römischen Epoche wahrscheinlich noch nicht besiedelt. Aufgrund der umfangreicheren archäologischen Funde auf den umliegenden Hügeln ist für diese jedoch von römerzeitlicher Besiedlung auszugehen.
| 15. Juni 1871     | 0 | Birresborn wird mit der Eröffnung der Eifelbahn zwischen Gerolstein und Trier an das deutsche Schienennetz angebunden. |
| 14. Mai 1908      | 0 | Die Birresborner Lindenquelle wird als gemeinnützig anerkannt. |
| 20. Februar 1914  | 0 | Staatliche Anerkennung der Mineralquellen als Heilquellen (siehe auch Heilwasser). |
| 25. Dezember 1944 | 0 | Kurz vor Ende des Zweiten Weltkrieges wird ein großer Teil von Birresborn durch einen Luftangriff der Alliierten zerstört. |
| 7. November 1970  | 0 | Im Rahmen der rheinland-pfälzischen Funktional- und Gebietsreform wird Birresborn zusammen mit 14 weiteren Gemeinden vom gleichzeitig aufgelösten Landkreis Prüm in den Landkreis Daun (seit 2007 Landkreis Vulkaneifel) umgegliedert. |
| 11. November 2003 | 0 | Der Mineralbrunnen Birresborner Phönix Sprudel wird auf Grund von Verunreinigungen geschlossen. |
| 24. Mai 2009      | 0 | Die Gemeinde feiert ein „Historisches Dorffest“ mit mehr als 3.500 Besuchern aus dem In- und Ausland. |
| 26. Mai 2013      | 0 | Die Gemeinde feiert ihr 1250-jähriges Jubiläum im Rahmen eines „Waldfestes“ – der Wald stellt die wichtigste Einnahmequelle für Birresborn dar. |
| 15. Juli 2021     |   | Große Teile des Ortskerns werden erheblich in Mitleidenschaft gezogen, als durch Starkregen beim Hochwasser 2021 der Fluss Kyll und der Fischbach im Ort innerhalb weniger Stunden ungewöhnlich hoch ansteigen. Der Pegel der Kyll ist normalerweise um etwa 90 cm – dieser Wert wurde mit einem Höchststand von 450 cm um ein vielfaches überschritten. |

## Politik

### Gemeinderat
Der Gemeinderat in Birresborn besteht aus 16 Ratsmitgliedern, die bei der Kommunalwahl am 9. Juni 2024 in einer personalisierten Verhältniswahl gewählt wurden, und der ehrenamtlichen Ortsbürgermeisterin als Vorsitzender.
Die Sitzverteilung im Gemeinderat:
| Wahl | SPD | CDU | WGR | WGR | Gesamt   |
| ---- | --- | --- | --- | --- | -------- |
| 2024 | –   | 6   | 5   | 5   | 16 Sitze |
| 2019 | –   | 5   | –   | 11  | 16 Sitze |
| 2014 | –   | 4   | 3   | 9   | 16 Sitze |
| 2009 | –   | 6   | 4   | 6   | 16 Sitze |
| 2004 | 5   | 11  | –   | –   | 16 Sitze |
| 1999 | 5   | 10  | 1   | –   | 16 Sitze |

### Ortsbürgermeister
| Amtsantritt   | Ende der Amtszeit | Name                    | Bemerkungen                                        |
| ------------- | ----------------- | ----------------------- | -------------------------------------------------- |
| 29. Nov. 1952 | 9. Juni 1970      | Josef Stadtfeld         |                                                    |
| 10. Juni 1970 | 9. Okt. 1970      | Peter Wirtz             | zurückgetreten                                     |
| 9. Okt. 1970  | 22. Okt. 1970     | Hans Heinen             | als 1. Beigeordneter nach dem Rücktritt von Wirtz0 |
| 23. Okt. 1970 | 30. Nov. 1982     | Anton Karls             |                                                    |
| 1. Dez. 1982  | 2009              | Josef Bach              |                                                    |
| 2009          | 2014              | Michael Zander          |                                                    |
| 2014          | 21. Juni 2019     | Gordon Schnieder (CDU)0 |                                                    |
| 21. Juni 2019 |                   | Christiane Stahl        |                                                    |

Bei der Direktwahl am 9. Juni 2024 konnte Christiane Stahl ihr Amt mit 52,3 % der Stimmen knapp gegen eine Kandidatin der CDU verteidigen.

### Wappen
| Wappen von Birresborn | Blasonierung: „In Blau über einem silbernen Dreiberg, darin ein schräglinkes grünes Eichenblatt, ein silberner Springbrunnen mit viergeteiltem Wasserstrahl.“                                                        |
| Wappen von Birresborn | Wappenbegründung: Der Springbrunnen weist auf „Born“ (Brunnen) im Ortsnamen sowie auf die Mineral- und Heilquellen hin, der Dreiberg mit dem Eichenblatt symbolisiert die waldreiche und bergige Umgebung des Ortes. |

## Verkehr

### Schienenverkehr
Der Haltepunkt Birresborn liegt an der Eifelstrecke (Köln – Euskirchen – Gerolstein – Trier). Es handelt sich um einen Bedarfshalt, der von den Zügen des Schienenpersonennahverkehrs der Linie RB 22 bedient wird:
| Linie       | Verlauf | Takt   |
| ----------- | --- | ------ |
| RE 22 RB 22 | Eifel-Express: Köln Messe/Deutz – Köln Hbf – Köln West – Köln Süd – Erftstadt – Weilerswist – Euskirchen – Mechernich – Kall (Gattungswechsel RE/RB) – Urft (Steinfeld) – Nettersheim – Blankenheim (Wald) – Schmidtheim – Dahlem (Eifel) – Jünkerath – Lissendorf – Oberbettingen-Hillesheim – Gerolstein – Birresborn – Mürlenbach – Densborn – Usch/Zendscheid – St. Thomas – Kyllburg – Bitburg-Erdorf – Hüttingen – Philippsheim – Speicher – Auw an der Kyll – Daufenbach – Kordel – Ehrang – Pfalzel – Trier Hbf (aufgrund von Elektrifizierungsarbeiten wechselnde Abschnitte längerfristig im Schienenersatzverkehr) Stand: 16. Juni 2025 | 60 min |

Für den gesamten Öffentlichen Personennahverkehr (ÖPNV) gilt der Tarif des Verkehrsverbunds Region Trier (VRT).

### Straßen
Birresborn liegt unmittelbar an der Landesstraße 24.
- Autobahn
  - A 1 (Richtung Köln) ca. 50 km nördlich
  - A 48 (Richtung Koblenz) ca. 30 km westlich
  - A 60 (Richtung Wittlich) ca. 25 km südlich

## Schulen
- Grundschule Birresborn (1. – 4. Klasse)

## Kirche

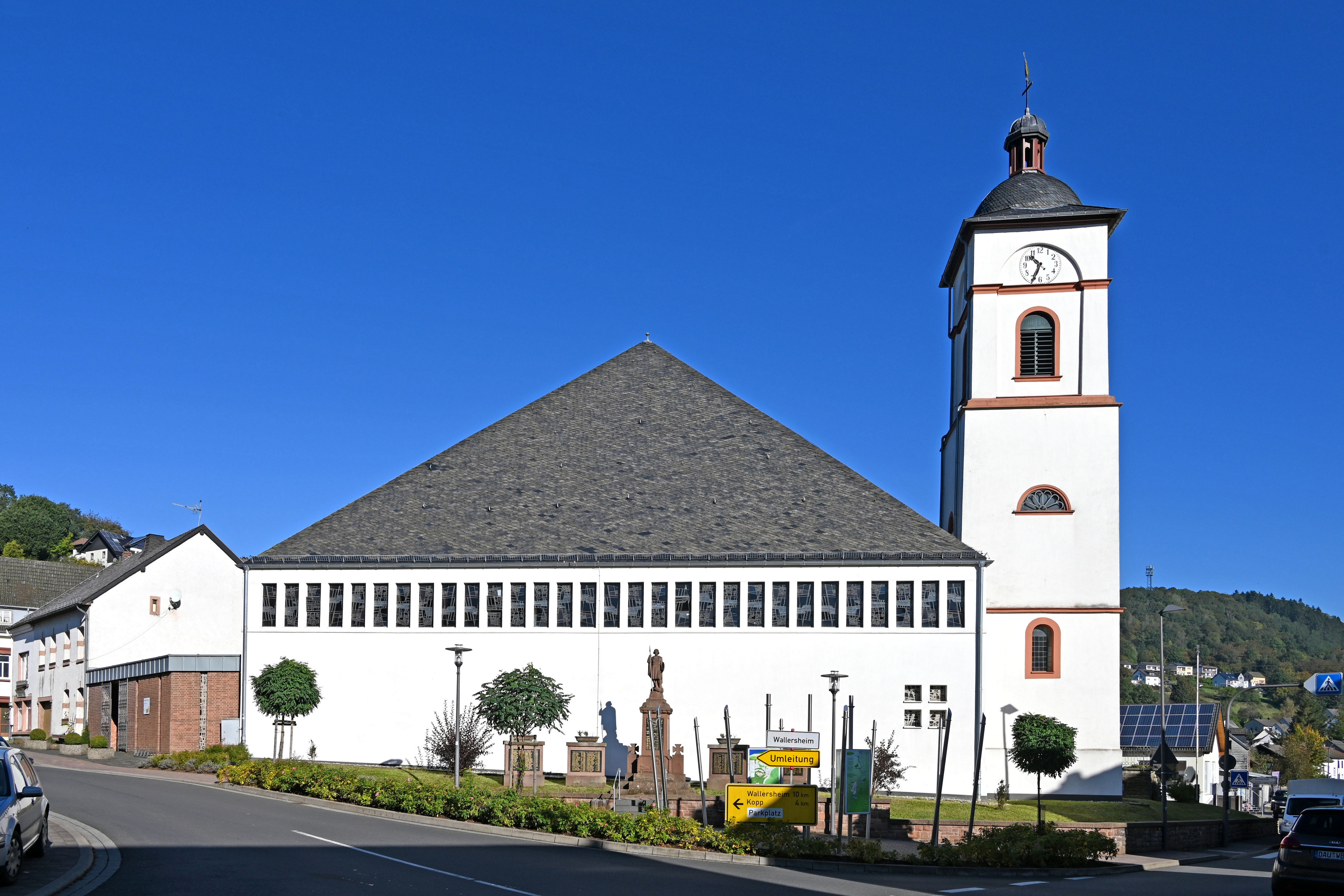
St. Nikolaus, Südseite

Birresborn ist ein Ort mit Bürgern vorwiegend katholischer Konfession. Der Pfarrgemeinde St. Nikolaus gehören auch noch die Gemeinden St. Matthias Kopp, St. Lucia Mürlenbach und Maria Magdalena Densborn an.
Die Pfarrgemeinde gehört zum Bistum Trier.

## Sehenswürdigkeiten
- Eishöhlen, Mühlsteinbrüche
- „Adam & Eva“, über 200 Jahre alte Kiefern. Beide Kiefern wurden 2020 auf Gemeinderatsbeschluss gefällt.[23]
- Lindenquelle
- Kyllbrücke[24]

## Persönlichkeiten

### Ehrenbürger
- 2004, 6. November: Peter Peters (1924–2009)[25]
- 2015, 1. Juni: Josef Bach (1941–2019)[26] Bach wurde bereits im Jahre 1991 mit der Ehrennadel des Landes Rheinland-Pfalz ausgezeichnet[27].

### In Birresborn geboren
- Jakob Schaefgen (1898–1967), Landrat
- Theodor Baums (* 1947), Professor für Wirtschaftsrecht an der Universität Frankfurt am Main
- Alois Bach (* 1951), Brigadegeneral a. D.

### Weitere mit Birresborn verbundene Persönlichkeiten
- Patrick Schnieder (* 1968), Politiker (CDU), Mitglied des Deutschen Bundestages seit 2009, Bundesminister für Verkehr seit 2025
- Gordon Schnieder (* 1975), Politiker (CDU), Abgeordneter im Landtag von Rheinland-Pfalz
- Christian Humberg (* 1976), Autor, Übersetzer, Lektor und Journalist, hat von 1976  in Birresborn gelebt